# علي ضاهر
علي ضاهر هو لاعب كرة قدم لبناني في مركز حراسة المرمى، ولد في 1996 في الخيام في لبنان. لعب مع نادي العهد.

## وصلات خارجية
- علي ضاهر على موقع قاعدة بيانات كرة القدم.إي يو (الإنجليزية)
- علي ضاهر على موقع ناشيونال فوتبول تيمز (الإنجليزية)
- علي ضاهر على موقع Soccerway.com (الإنجليزية)
- علي ضاهر على موقع كووورة